# Бигас Луна
Хуа́н Хосе́ Би́гас Лу́на (исп. Juan José Bigas Luna; 19 марта 1946 — 6 апреля 2013) — испанский кинорежиссёр, сценарист, художник.

## Биография
Начинал в 1960-х годах как дизайнер, близкий к концептуальному искусству. Во всем мире были широко известны его авангардные образцы промышленного дизайна и предметов мебели, ряд его произведений выставлялся в Музее Дали в Фигерасе. Отдельные его работы были отмечены премиями «Серебряная дельта». С середины 1970-х годов снимал короткометражные ленты. Первая полнометражная картина — «Татуировка» (1978). Начало его международной известности положил фильм «Бильбао», показанный на Каннском МКФ.
Увлекался новыми технологиями, экспериментировал в цифровом кино. Среди открытых им актёров — Ариадна Хиль, Пенелопа Крус, Хавьер Бардем и др.
Умер 6 апреля 2013 года в Ла-Рьера-де-Гайя.

## Избранная фильмография
- 1978 — Татуировка /Tatuaje
- 1978 — Бильбао / Bilbao
- 1979 — Пудель / Caniche, две премии МКФ в Порту)
- 1981 — Возрожденный / Reborn
- 1986 — Лола / Lola
- 1987 — Боль / Angustia, 'Золотой ворон' на Брюссельском МКФ фантастического кино, номинация на премию «Гойя» лучшему режиссёру)
- 1990 — Возрасты Лулу / Las Edades de Lulú, по роману Альмудены Грандес, номинация на премию «Гойя» за лучший киносценарий)
- 1992 — Ветчина, ветчина / Jamón, jamón, «Серебряный лев» Венецианского МКФ, две номинации на премию «Гойя»)
- 1993 — Золотые яйца / Huevos de oro, специальная премия жюри МКФ в Сан-Себастьяне)
- 1994 — Титька и луна / La Teta i la lluna, 'Золотая озелла' Венецианского МКФ)
- 1995 — Люмьер и компания / Lumière et compagnie
- 1996 — Бамбола / Bámbola
- 1997 — Горничная с «Титаника» / La Femme de chambre du Titanic, две премии Каирского МКФ, премия за лучший сценарий Общества киносценаристов Испании, премия «Гойя» за лучший адаптированный сценарий)
- 1999 — Обнажённая Маха / Volavérunt, четыре номинации на премию «Гойя»)
- 2001 — Шум моря / Son de mar, две номинации на премию «Гойя»)
- 2006 — Меня зовут Хуани / Yo soy la Juani
- 2010 — Хочу в Голливуд / Di Di Hollywood

## Признание
- 2006 — номинант и лауреат многочисленных национальных и международных премий. Член жюри Венецианского МКФ.